# Notitia de actoribus regis
La Notitia de attoribus regis ("Avviso sugli amministratori reali") è una serie di sei decreti (praecepta) promulgati dal re longobardo d'Italia, Liutprando, intorno al 733. Nel complesso, essi «descrivevano in dettaglio i doveri e le responsabilità degli uomini scelti per amministrare le curtes reali», gli uomini indicati come actores nel titolo. Liutprando fu un legislatore prolifico: oltre alla Notitia, aggiunse 152 titoli all'Edictum Rothari del suo predecessore. La Notitia è «essenzialmente un precursore del capitolare carolingio».
Il termine latino curtis (plurale curtes) indicava originariamente «un complesso di proprietà terriere» e, durante il periodo longobardo, è passato a indicare la casa di un uomo libero (liber homo) con gli edifici e i frutteti circostanti, prima di passare a indicare il centro amministrativo dei possedimenti di un signore. Le questioni agricole erano supervisionate da un villicus e quelle domestiche da un ministerialis ed entrambi erano generalmente della classe servile degli aldii. Un signore, come il re, aveva molte curtes, ciascuna con il suo dominicum (il dominio), la proprietà originaria amministrata direttamente dai servi del signore, e il suo massaricium, con i relativi mansi di proprietà del signore ma coltivati da contadini liberi o servili. Una curtis poteva essere contigua ma era più spesso una dispersione di domini in diversi villaggi vicini; era quindi un'unità amministrativa, non geografica.
Lo scopo principale della Notitia era impedire l'usurpazione di suolo pubblico da parte di funzionari locali. Il primo requisito richiesto a un potenziale actor era di giurare sui vangeli che «se dovessi venire a conoscenza di qualcosa che è contrario alle norme, lo renderò noto [facio notitiam] al re, in modo che la questione venga risolta». Il termine notitia può indicare un avviso o una rapporto scritto, dal momento che la legge scritta è essa stessa citata come parte di una notitia. La legge dichiara inoltre che la corte era in possesso di «una lista di tutti i territori che appartenevano a quei possedimenti». Qualsiasi acquisto di proprietà reale da parte di uno dei servi del re, doveva essere confermato da una carta reale e i prezzi erano stabiliti "nell'editto".

## Edizioni
- Georg Pertz, ed. "Notitia de actoribus regis". Mon. Germ. Hist., Leges, IV: 180–82.